# Freilichtspiele Moosegg
Die Freilichtspiele Moosegg wurden im Jahr 1997 unter dem Label Freilichttheater Moosegg-eifach ds höchscht gegründet und führen seitdem jährlich eine oder zwei Produktionen auf der Waldlichtung Moosegg bei Lauperswil im Emmental im Kanton Bern auf. Nach 30 Jahren sollen im Jahr 2026 die letzten Produktionen auf die Bühne gebracht werden.

## Geschichte
Im Jahr 1997 gründete das Produktionsteam um Franz Matter das Freilichttheater auf der Moosegg. Jährlich wurde mit Amateurdarstellern ein Heimatstück auf die Waldlichtung auf rund 1000 m ü. M. gebracht. 
Im Jahr 2017 übernahm der Regisseur und Produzent Simon Burkhalter die Verantwortung und führt seitdem das Freilichttheater unter dem neuen Namen Freilichtspiele Moosegg mit einem neuen Konzept weiter. Seitdem werden pro Jahr ein Musical sowie ein Theaterstück aufgeführt.
In den letzten Jahren standen neben zahlreichen Amateuren auch professionelle Schauspieler und Sänger auf der Bühne. So waren unter anderem Marc «Cuco» Dietrich und Walter Andreas Müller für die Freilichtspiele im Emmental tätig. Als Autoren schrieben unter anderem Domenico Blass, Paul Steinmann, Gerhard Meister und E. Y. Meyer Uraufführungen und Dramatisierungen für die Moosegg.
Im November 2024 wurde bekannt, dass die Freilichtspiele Moosegg nach 30 Jahren ihren Betrieb einstellen werden. Im letzten Spieljahr 2026 soll die Uraufführung des Musicals Gotthelfs Kinder von Paul Steinmann und Bruno Leuschner stattfinden. Das letzte Theaterstück soll Hansjoggeli! von Simon Burkhalter sein, eine Neuinterpretation von Gotthelfs Hansjoggeli der Erbvetter.

## Aufgeführte Werke
| Jahr | Stück                                                   | Autor/Dramatisierung | Regie                                  |
| ---- | ------------------------------------------------------- | --- | -------------------------------------- |
| 1997 | Brönz                                                   | Ueli Remund | Franz Matter                           |
| 1998 | Dr Franzos im Ybrig                                     | Thomas Hürlimann | Franz Matter                           |
| 1999 | Ungnädig                                                | Ueli Remund | Peter Leu                              |
| 2000 | Die Vögel                                               | Aristophanes | Peter Leu                              |
| 2001 | Die Schwarze Spinne                                     | Peter Leu | Peter Leu                              |
| 2002 | Elsi, die seltsame Magd                                 | Hansjörg Schneider | Peter Leu                              |
| 2003 | Die Schattmattbauern                                    | Marcel Reber | Peter Leu                              |
| 2004 | Ds Summerfescht                                         | Peter Leu | Peter Leu                              |
| 2005 | Täuferjagd                                              | Marcel Reber | Peter Leu                              |
| 2006 | Die Exoten                                              | Gerhard Polt | Peter Leu                              |
| 2007 | VerDingt                                                | E. Y. Meyer | Peter Leu                              |
| 2008 | Brandnacht                                              | Marcel Reber | Peter Leu                              |
| 2009 | Wurst wider Wurst                                       | Peter Steiger | Peter Leu                              |
| 2010 | Eichbüehlersch 1                                        | Marcel Reber | Peter Leu                              |
| 2011 | Eichbüehlersch 2                                        | Marcel Reber | Peter Leu                              |
| 2012 | Dr Zuchthüsler                                          | Markus Michel | Peter Leu                              |
| 2013 | Ds Schwingfest                                          | Paul Steinmann | Peter Leu                              |
| 2014 | Hansjoggeli                                             | Peter Leu | Peter Leu                              |
| 2015 | Galgenbühl                                              | Beat Binder | Peter Leu                              |
| 2016 | Vehfröid                                                | Peter Leu | Peter Leu                              |
| 2017 | Die Räuberhochzeit Hänsel und Gretel                    | Paul Steinmann Engelbert Humperdinck | Simon Burkhalter                       |
| 2018 | Schwarmgeist Der Vetter aus Dingsda                     | Simon Burkhalter Domenico Blass | Simon Burkhalter                       |
| 2019 | Chachelihannes Schwarzwaldmädel                         | Simon Burkhalter Domenico Blass | Simon Burkhalter                       |
| 2020 | Eine Mittsommernachts-Sexkomödie                        | Woody Allen Domenico Blass | Simon Burkhalter                       |
| 2021 | Katharina Knie I Do! I Do! – Das musikalisch Himmelbett | Carl Zuckmayer Tom Jones und Harvey Stein | Simon Burkhalter Martin Schurr         |
| 2022 | Non(n)sens Michelis Brautschau                          | Musical von Dan Goggin Stück nach Jeremias Gotthelf                                                                                                   | Martin Schnurr Simon Burkhalter        |
| 2023 | Heute Abend: Lola Blau Franz Schnyders Geld und Geist   | Musical von Georg Kreisler Bühnenstück von Simon Burkhalter, frei nach Jeremias Gotthelf unter Verwendung von Franz Schnyders Drehbuch Geld und Geist | Martin Schnurr Simon Burkhalter        |
| 2024 | Nonnsens 2 Beindlichrämer                               | Musical von Dan Gogin Komödie nach Michael Bully Herbig                                                                                               | Martin Schnurr Ulrich S. Eggimann      |
| 2025 | Kiss me Kate Die schwarze Spinne                        | Musical von Cole Porter Volksstück von Simon Burkhalter, frei nach Jeremias Gotthelf                                                                  | Martin Schnurr Corinne 'Coco' Thalmann |